# 瓦迪斯瓦夫·斯塔夏克

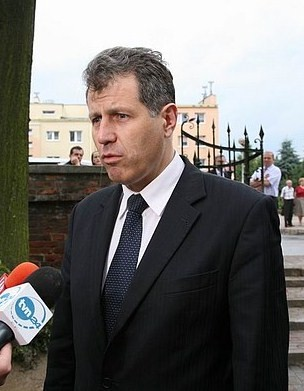
瓦迪斯瓦夫·斯塔夏克

瓦迪斯瓦夫·奥古斯丁·斯塔夏克（波蘭語：Władysław Augustyn Stasiak；1966年3月15日—2010年4月10日），波兰政治人物，出生于弗罗茨瓦夫。他曾担任过波兰内政管理部副部长、国务卿、国家安全局局长、国家安全委员会秘书长等职。2009年7月27日，他被任命为波兰总统办公室主任。
2010年4月10日，在随总统前往俄罗斯参加卡廷惨案70周年纪念活动时，因所乘坐的图-154客机失事而身亡。